# 韁副單棘魨
韁副單棘魨，又稱韁副單角魨，為輻鰭魚綱魨形目鱗魨亞目單棘魨科的其中一種，為亞熱帶海水魚，分布於西印度洋區，從肯亞至南非德班海域，體長可達8.7公分，棲息在底層水域，生活習性不明。

## 扩展阅读
維基物種上的相關：韁副單棘魨